# Saint-Martin-Belle-Roche
Saint-Martin-Belle-Roche är en kommun i departementet Saône-et-Loire i regionen Bourgogne-Franche-Comté i östra Frankrike. Kommunen ligger i kantonen Mâcon-Nord som tillhör arrondissementet Mâcon. År 2022 hade Saint-Martin-Belle-Roche 1 388 invånare.

## Befolkningsutveckling
Antalet invånare i kommunen Saint-Martin-Belle-Roche
| Referens: INSEE |